# 草津市立市民総合交流センター
草津市立市民総合交流センター（くさつしりつしみんそうごうこうりゅうセンター）は、滋賀県草津市大路二丁目にある、市民交流・男女共同参画・子育て支援などを目的とした複合施設である。なお、当施設にはキラリエ草津（キラリエくさつ）という愛称が付いている。
当施設の事業手法は30年間の定期借地権（PFI方式）であり、民間事業者（髙松建設）が施設を設計・建設し、草津市が公共施設部分を買い取って施設を設置した。当施設には指定管理者制度を導入しており、キラリエ草津運営共同事業体が指定管理者として運営している。なお、当施設は団体登録制度の「キラリエサポーター制度」によって登録された市民団体が事業に参画している。

## 歴史
かつては「草津市立会館サンサンホール」（以降は「サンサンホール」〈同施設の略称〉と表記）が滋賀県草津警察署の旧庁舎（1969年〈昭和44年〉10月竣工、2021年〈令和3年〉9月移転）の隣にあった。同ホールは舞台を併設した文化・交流施設であったが、草津市立草津アミカホール（略称・草津アミカホールまたはアミカホール）が1992年（平成4年）5月に開館したため文化施設の機能は同ホールに移転した。その後の「サンサンホール」は交流施設として残存したが、老朽化および草津市立市民総合交流センターの整備に伴い閉鎖した。なお、「サンサンホール」は閉鎖後も廃墟としてそのまま残っている（2022年〈令和4年〉8月時点）。

### 年表

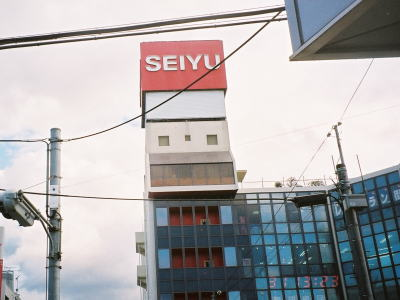
かつて当地にあった西友草津店の外観（1998年）

- 2014年（平成26年）12月 - 草津市が大路二丁目の西友草津店（2000年〈平成12年〉閉店[新聞 1]）跡に「（仮称）市民交流センター」の整備基本計画案を発表する[新聞 3]。
- 2016年（平成28年）9月 - 国の交付金減額により整備計画を再検討し、定期借地権方式とすることを決定する[新聞 4]。
- 2018年（平成30年）
  - 2月 - 定期借地権方式の優先交渉権が芙蓉総合リースに与えられ、開業予定時期が2020年となることが決定する[新聞 5]。
  - 7月11日 - 鉄骨の確保が困難となったため開業時期に遅れが発生する[新聞 6]。
- 2020年（令和2年）9月 - 市民交流施設の愛称を「キラリエ草津」とすることが決定する[11][新聞 7]。
- 2021年（令和3年）
  - 3月1日 - 竣工[1][2]。
  - 4月2日 - 商業施設棟を開設。同日、フレンドマート草津大路店がオープンする[12][新聞 8][新聞 9]。
  - 5月6日 - 交流施設棟を開設する[新聞 10][新聞 9]。
- 2024年（令和6年）4月13日 - ミュージックバードが制作するラジオ番組「あの頃青春グラフィティ」（ラジオパーソナリティ：岡野美和子[13]）の公開生放送を実施[注 2][15][16][17][18]。同企画は草津市の市制施行70周年およびえふえむ草津（同番組ネット局の1つ）の開局15周年を記念したものであり[18]、同番組を滋賀県内から生放送したのは今回が初めてであった[16]。

### 愛称の由来
「キラリと輝く人々をつなぐエリア」になる願いを込めた造語であり、愛称そのものは一般公募によって決定した。なお、「つなぐ」はフランス語では「リエゾン」と呼ぶため、キラリエは「キラキラ」と「リエゾン」の造語でもある。

## 施設
交流施設と商業施設は別棟となっているため、分類して解説する。会議室は交流施設の各階（6階は大会議室）に、和室は交流施設の4階に、調理室と更衣室は交流施設の5階にそれぞれ設けているが、102会議室（1階）は軽運動室（用途：バレエなど）として使用している。

### 交流施設
公民合築棟となっており、草津市が運営する施設や税関の出張所などが入居する。1階にはテナント店舗を併設している。
| 階 | 施設名                                                 | 備考                                 |
| -- | ------------------------------------------------------ | ------------------------------------ |
| 6  | 屋上                                                   | （室外機置場を兼ねる）               |
| 6  | 大会議室                                               | （最大270人収容）                    |
| 5  | 草津市コミュニティ事業団                               |                                      |
| 5  | 草津市立男女共同参画センター（愛称「あい・ふらっと」） |                                      |
| 5  | フリースペース（愛称「協働ひろば」）                   |                                      |
| 4  | 草津市社会福祉協議会                                   |                                      |
| 4  | 草津栗東医師会                                         |                                      |
| 4  | 草津栗東守山野洲歯科医師会                             |                                      |
| 4  | びわこ薬剤師会                                         |                                      |
| 4  | 大阪税関京都税関支所滋賀出張所                         |                                      |
| 3  | 草津市立人権センター                                   |                                      |
| 3  | 草津市立少年センター（愛称「あすくる草津」）           |                                      |
| 3  | 草津商工会議所                                         |                                      |
| 2  | 草津駅前子育て支援拠点施設（愛称「ココクルひろば」）   |                                      |
| 1  | 草津商工会議所 貸会議室                                |                                      |
| 1  | MERCI CAKE（メルシーケーキ）                           | テナント店舗（業種：洋菓子・喫茶店） |

（施設案内に関する出典：）

### 商業施設
民間独立棟となっており、スーパーマーケットが入居している。なお、店舗そのものは1階だけであり、2階から上はすべて立体駐車場（自走式）となっている。
| 階 | 施設名                   | 備考                                   |
| -- | ------------------------ | -------------------------------------- |
| R  | 駐車場（屋上）           | （交流施設棟の駐車場を兼ねる）         |
| 4  | 駐車場                   | （交流施設棟の駐車場を兼ねる）         |
| 3  | 駐車場                   | （交流施設棟の駐車場を兼ねる）         |
| 2  | 駐車場                   | （交流施設棟の駐車場を兼ねる）         |
| 1  | フレンドマート草津大路店 | 交流施設棟に隣接するスーパーマーケット |

（店舗に関する出典：）

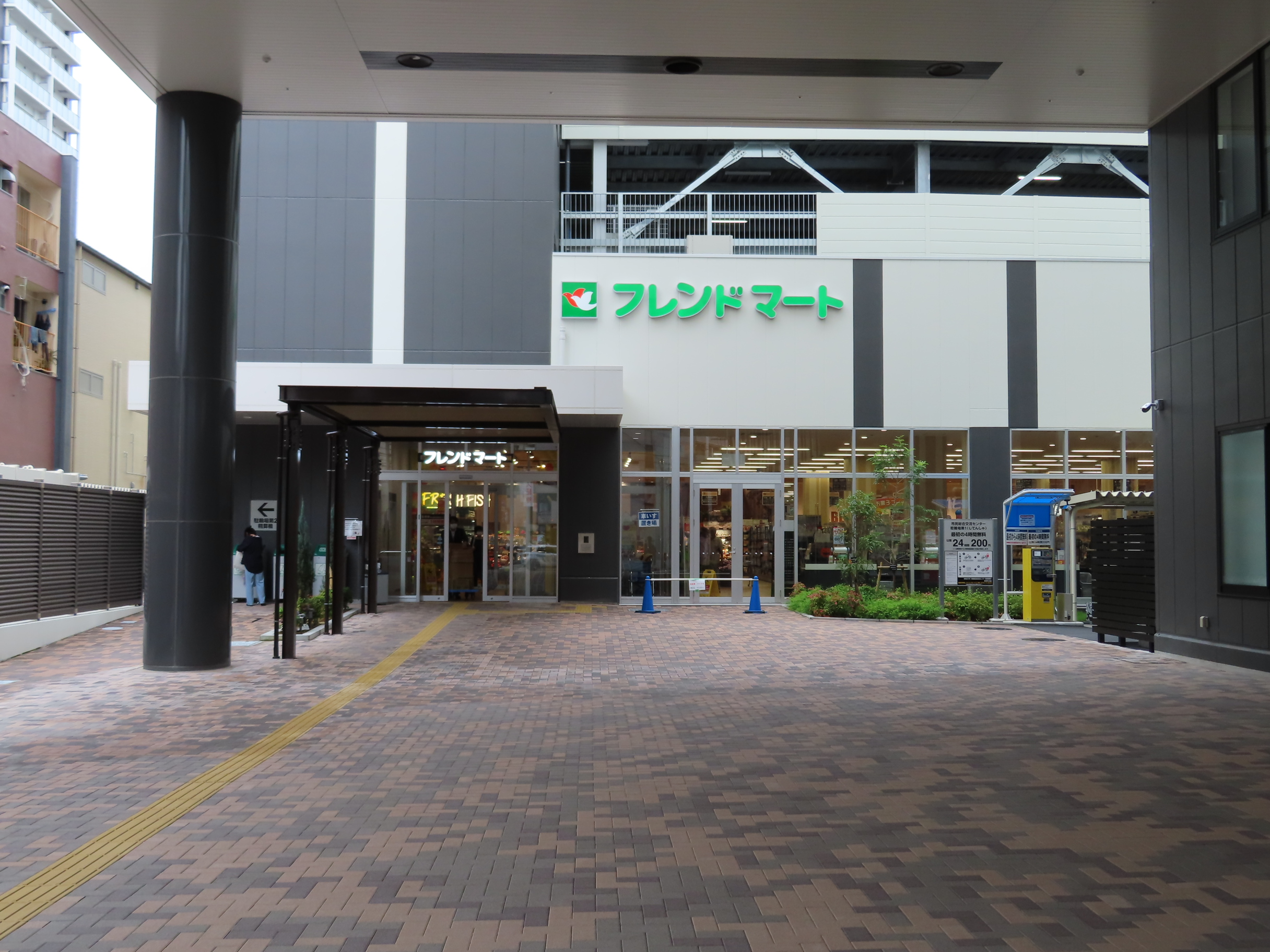
フレンドマート草津大路店（2021年11月）
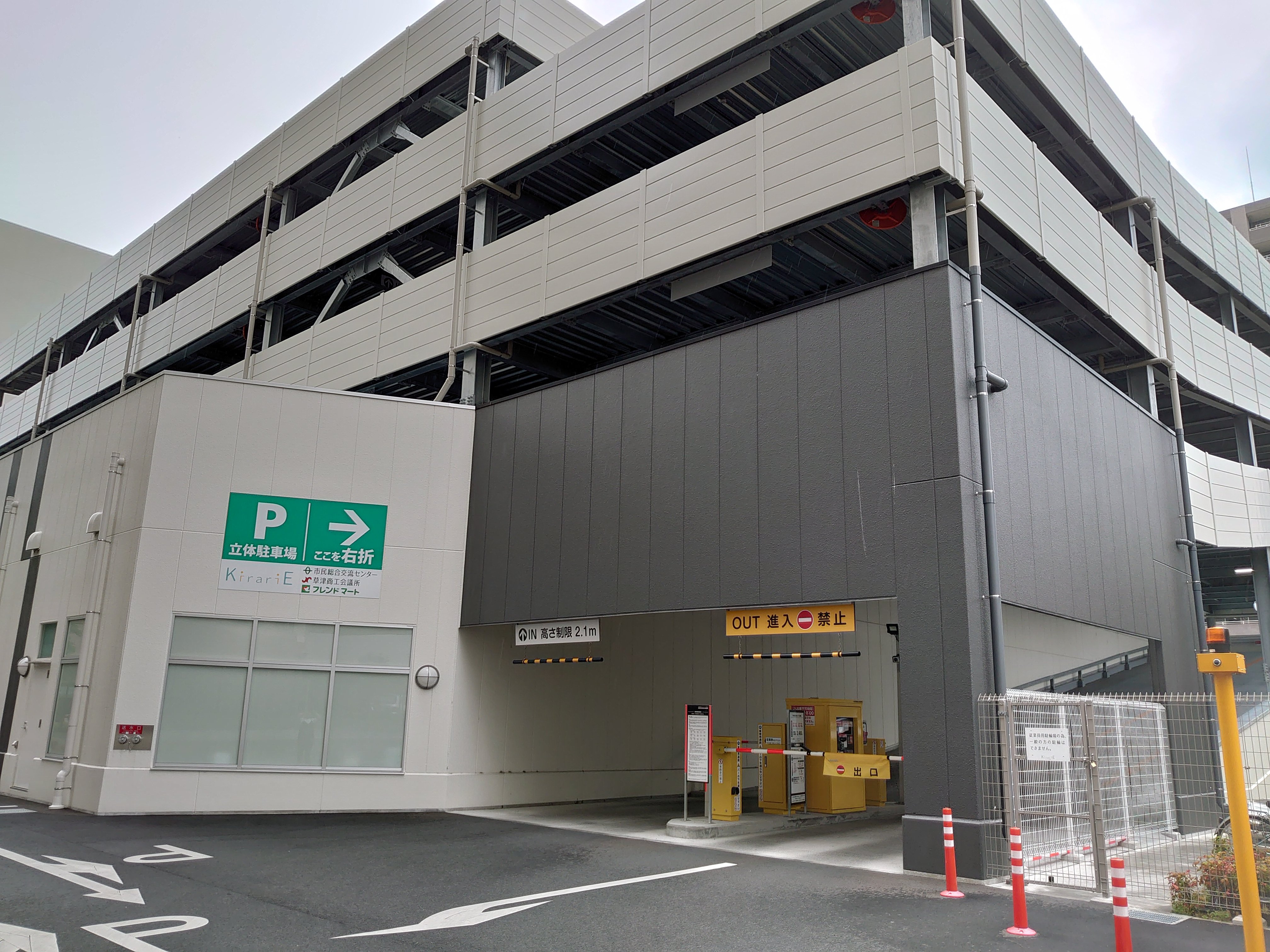
駐車場出入口（2022年6月）

## アクセス
鉄道
- JR琵琶湖線（東海道本線）・JR草津線草津駅下車、同駅東口から徒歩約5分[21][22][23][24]。

バス
- 帝産湖南交通・近江鉄道バス・滋賀バス・まめバス「大路」停留所下車、徒歩約2分[23]。  - （注記：くりちゃんバス〈栗東市〉の草津駅・手原線も草津駅を発着するが、同コミュニティバスは草津市内に停留所を設けていないため通過する。なお、逆方向の停留所名は「渋川口」であるが、「草津駅」〈まめバスは「草津駅東口」。以降略〉停留所付近を走行する路線バス・コミュニティバスの経路は草津駅行きと草津駅始発で異なる[注 3][25]）

自動車
- 名神高速道路栗東インターチェンジ下車、約15分[24]。